# 1398
- Wikisource

| Calendário gregoriano                                                        | 1398 MCCCXCVIII                                      |
| Ab urbe condita                                                              | 2151                                                 |
| Calendário arménio                                                           | 847 – 848                                            |
| Calendário bahá'í                                                            | -446 – -445                                          |
| Calendário budista                                                           | 1942                                                 |
| Calendário chinês                                                            | 4094 – 4095 Início a 18 de janeiro (aproximadamente) |
| Calendário copta                                                             | 1114 – 1115                                          |
| Calendário etíope                                                            | 1390 – 1391                                          |
| Calendários hindus - Vikram Samvat - Calendário nacional indiano - Cáli Iuga | 1453 – 1454 1319 – 1320 4498 – 4499                  |
| Calendário Holoceno                                                          | 11398                                                |
| Calendário islâmico                                                          | 800 – 801                                            |
| Calendário judaico                                                           | 5158 – 5159                                          |
| Calendário persa                                                             | 776 – 777                                            |
| Calendário rúnico                                                            | 1648                                                 |
| Calendário solar tailandês                                                   | 1941                                                 |

1398 (MCCCXCVIII, na numeração romana) foi um ano comum do século XIV do Calendário Juliano, da Era de Cristo, e a sua letra dominical foi F (52 semanas), teve início a uma terça-feira e terminou também a uma terça-feira.
| Ano completo                       |
| ---------------------------------- |
| Ano comum com início à terça-feira |

## Mortes
- 6 de Janeiro - Ruperto II, Eleitor Palatino do Reno, de 1390 a 1398 (n. 1325).